# Joseph Karl Stieler

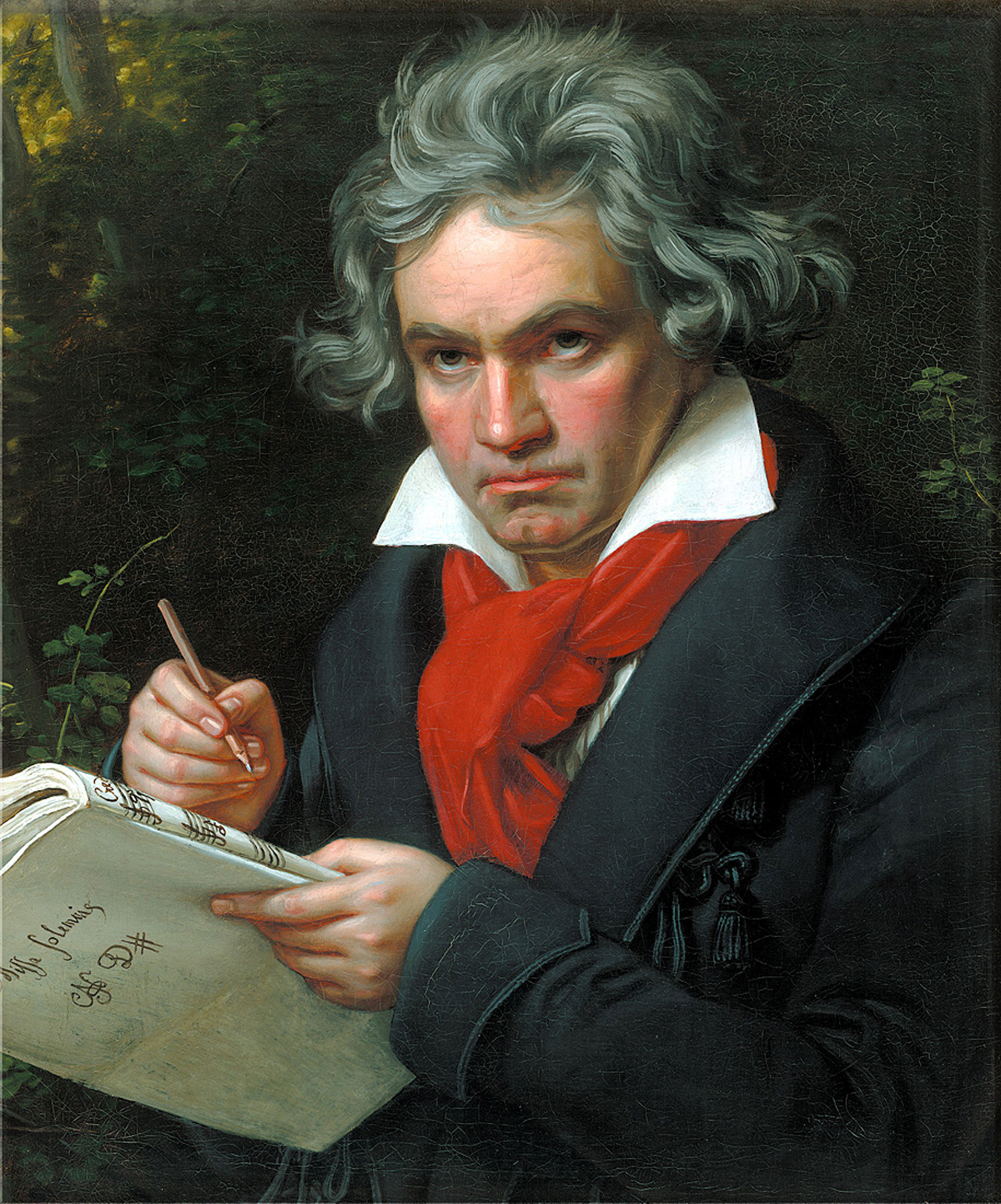
Ritratto di Beethoven

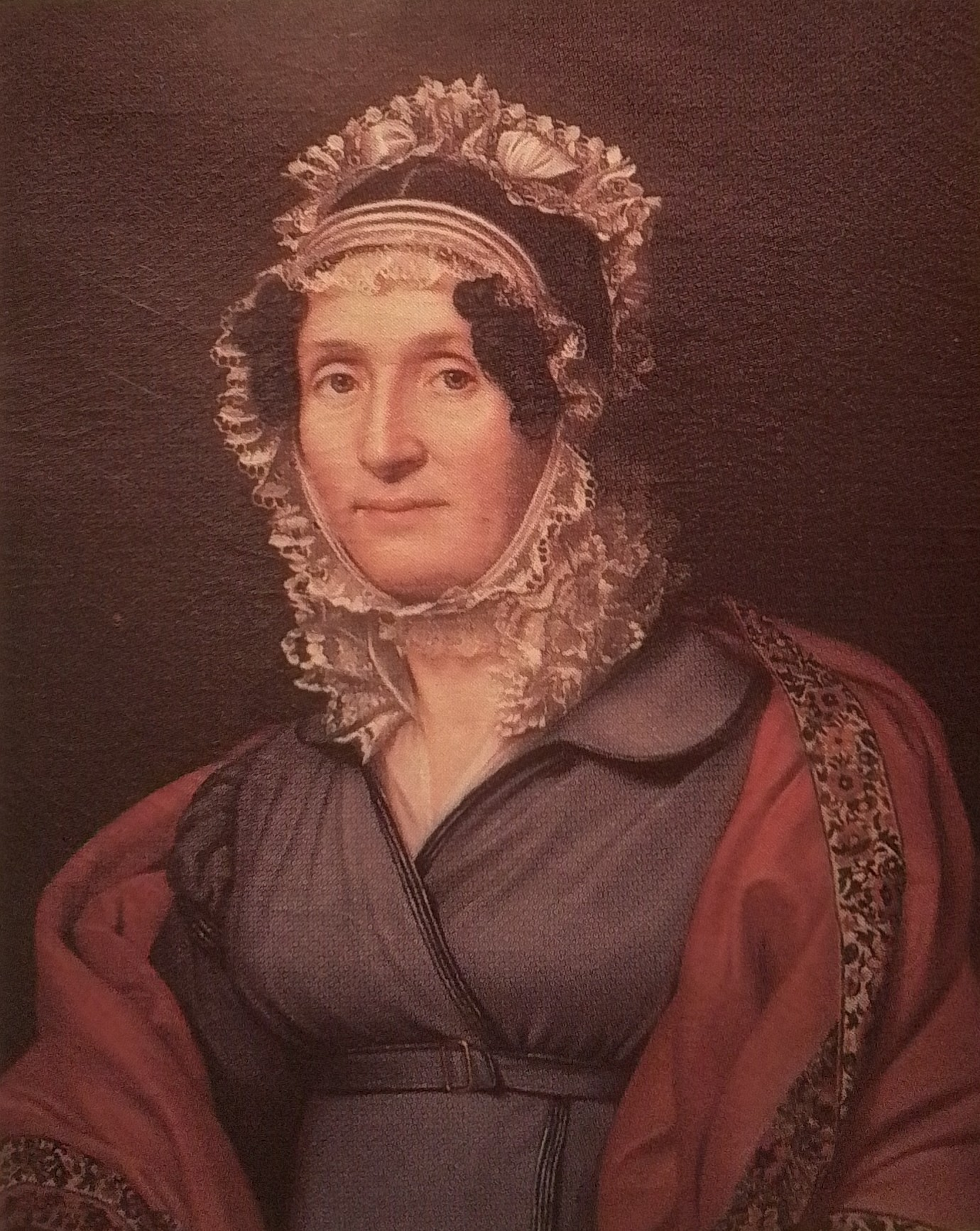
Ritratto di Maria Letizia Ramolino Bonaparte, 1811

Joseph Karl Stieler (Magonza, 1º novembre 1781 – Monaco di Baviera, 9 aprile 1858) è stato un pittore tedesco.

## Biografia
Ricevette la sua prima formazione artistica dal padre, August Friedrich Stieler (1736–1789) e debuttò come pittore di miniature.
Il suo stile ritrattistico venne perfezionato dalla frequentazione dell'atelier parigino di François Gérard, un allievo di Jacques-Louis David.
Nel 1808, si stabilì come ritrattista a Francoforte sul Meno ed effettua un viaggio in Italia nel 1810. Il 1816, arriva a Vienna per dipingere un ritratto dell'Imperatore Francesco I d'Austria. Da febbraio ad aprile 1820, egli lavorò al ritratto di Ludwig van Beethoven durante la composizione della Missa Solemnis che è la rappresentazione più conosciuta del grande compositore.